# نوبرگر برمن
نوبرگر برمن (انگلیسی: Neuberger Berman) شرکت سرمایه‌گذاری آمریکایی است، که در سال ۱۹۳۹ تأسیس شد.